# ミステリー文学資料館
ミステリー文学資料館（ミステリーぶんがくしりょうかん）は、一般財団法人光文文化財団が運営していた、ミステリー小説専門の私立図書館。1999年4月に開館。光文社ビルの1階に所在していたが、2019年7月31日に光文社ビルの建て替えに伴い閉鎖した。

## 利用案内
開館時間
9:30 - 16:30 （入館は 16:00 まで）
入館料
300円
休館日
日曜・月曜・祝日、年末年始（12月27日 - 1月5日）、5月1日
館外貸出は行っていない。コピーサービスあり（1枚50円）。

## スタッフ
- 館長 権田萬治（3代目。初代：中島河太郎、2代：窪田清）
- 資料館運営委員 新保博久
- 編集委員 山前譲

## 関連書籍

### アンソロジー
光文社文庫よりアンソロジーを発行している。
- 「ぷろふいる」傑作選 ミステリー文学資料館 編 光文社 2000 (光文社文庫. 幻の探偵雑誌 ; 1)
- 「探偵趣味」傑作選 ミステリー文学資料館 編 光文社 2000 (光文社文庫. 幻の探偵雑誌 ; 2)
- 「シュピオ」傑作選 ミステリー文学資料館 編 光文社 2000 (光文社文庫. 幻の探偵雑誌 ; 3)
- 「探偵春秋」傑作選 ミステリー文学資料館 編 光文社 2001 (光文社文庫. 幻の探偵雑誌 ; 4)
- 「探偵文藝」傑作選 ミステリー文学資料館 編 光文社 2001 (光文社文庫. 幻の探偵雑誌 ; 5)
- 「猟奇」傑作選 ミステリー文学資料館 編 光文社 2001 (光文社文庫. 幻の探偵雑誌 ; 6)
- 「新趣味」傑作選 ミステリー文学資料館 編 光文社 2001 (光文社文庫. 幻の探偵雑誌 ; 7)
- 「探偵クラブ」傑作選 ミステリー文学資料館 編 光文社 2001 (光文社文庫. 幻の探偵雑誌 ; 8)
- 「探偵」傑作選 ミステリー文学資料館 編 光文社 2002 (光文社文庫. 幻の探偵雑誌 ; 9)
- 「新青年」傑作選 ミステリー文学資料館 編 光文社 2002 (光文社文庫. 幻の探偵雑誌 ; 10)
- 「ロック」傑作選 ミステリー文学資料館 編 光文社 2002 (光文社文庫. 甦る推理雑誌 ; 1)
- 「黒猫」傑作選 ミステリー文学資料館 編 光文社 2002 (光文社文庫. 甦る推理雑誌 ; 2)
- 「X」傑作選 ミステリー文学資料館 編 光文社 2002 (光文社文庫. 甦る推理雑誌 : 3)
- 「妖奇」傑作選 ミステリー文学資料館 編 光文社 2003 (光文社文庫. 甦る推理雑誌 ; 4)
- 「密室」傑作選 ミステリー文学資料館 編 光文社 2003 (光文社文庫. 甦る推理雑誌 ; 5)
- 「探偵実話」傑作選 ミステリー文学資料館 編 光文社 2003 (光文社文庫. 甦る推理雑誌 ; 6)
- 「探偵倶楽部」傑作選 ミステリー文学資料館 編 光文社 2003 (光文社文庫. 甦る推理雑誌 ; 7)
- 「エロティック・ミステリー」傑作選 ミステリー文学資料館 編 光文社 2003 (光文社文庫. 甦る推理雑誌 ; 8)
- 「別冊宝石」傑作選 ミステリー文学資料館 編 光文社 2003 (光文社文庫. 甦る推理雑誌 ; 9)
- 「宝石」傑作選 ミステリー文学資料館 編 光文社 2004 (光文社文庫. 甦る推理雑誌 ; 10)
- 恋は罪つくり : 恋愛ミステリー傑作選 ミステリー文学資料館 編 光文社 2005 (光文社文庫）
- 剣が謎を斬る : 名作で読む推理小説史 : 時代ミステリー傑作選 ミステリー文学資料館 編 光文社 2005 (光文社文庫)
- ペン先の殺意 : 文芸ミステリー傑作選 ミステリー文学資料館 編 光文社 2005 (光文社文庫. 名作で読む推理小説史)
- わが名はタフガイ : ハードボイルド傑作選 ミステリー文学資料館 編 光文社 2006 (光文社文庫. 名作で読む推理小説史)
- ふるえて眠れない : ホラーミステリー傑作選 ミステリー文学資料館 編 光文社 2006 (光文社文庫. 名作で読む推理小説史)
- 犯人は秘かに笑う : ユーモアミステリー傑作選 ミステリー文学資料館 編 光文社 2007 (光文社文庫. 名作で読む推理小説史)
- 江戸川乱歩と13の宝石 ミステリー文学資料館 編 光文社 2007 (光文社文庫)
- 江戸川乱歩と13の宝石 第2集 ミステリー文学資料館 編 光文社 2007 (光文社文庫)
- 江戸川乱歩と13人の新青年 〈文学派〉編 ミステリー文学資料館 編 光文社 2008 (光文社文庫)
- 江戸川乱歩と13人の新青年 〈論理派〉編 ミステリー文学資料館 編 光文社 2008 (光文社文庫)
- 江戸川乱歩の推理教室 ミステリー文学資料館 編 光文社 2008 (光文社文庫)
- 江戸川乱歩の推理試験 ミステリー文学資料館 編 光文社 2009 (光文社文庫)
- 探偵小説の風景 : トラフィック・コレクション 上下 ミステリー文学資料館 編 光文社 2009 (光文社文庫)
- シャーロック・ホームズに愛をこめて ミステリー文学資料館 編 光文社 2010 (光文社文庫)
- シャーロック・ホームズに再び愛をこめて ミステリー文学資料館 編 光文社 2010 (光文社文庫)
- 江戸川乱歩に愛をこめて ミステリー文学資料館 編 光文社 2011 (光文社文庫）
- 悪魔黙示録(もくじろく)「新青年」一九三八(いちきゅうさんはち) : 探偵小説暗黒の時代へ ミステリー文学資料館 編 光文社 2011 (光文社文庫)
- 麺'sミステリー倶楽部 : 傑作推理小説集 ミステリー文学資料館 編,江戸川乱歩 [ほか] [著] 光文社 2012 (光文社文庫)
- 「宝石」一九五〇 : 牟家殺人事件 : 探偵小説傑作集 ミステリー文学資料館 編 光文社 2012 (光文社文庫 )
- 古書ミステリー倶楽部 : 傑作推理小説集 ミステリー文学資料館 編 光文社 2013 (光文社文庫 )
- 幻の名探偵 : 傑作アンソロジー ミステリー文学資料館 編 光文社 2013 (光文社文庫)
- 古書ミステリー倶楽部 : 傑作推理小説集 2 ミステリー文学資料館 編 光文社 2014 (光文社文庫)
- 甦る名探偵 : 探偵小説アンソロジー ミステリー文学資料館 編 光文社 2014 (光文社文庫)
- さよならブルートレイン : 寝台列車ミステリー傑作選 ミステリー文学資料館 編 光文社 2015 (光文社文庫)
- 古書ミステリー倶楽部 : 傑作推理小説集 3 ミステリー文学資料館 編 光文社 2015 (光文社文庫)
- 電話ミステリー倶楽部 : 傑作推理小説集 ミステリー文学資料館 編 光文社 2016 (光文社文庫)

### その他
- 探偵雑誌目次総覧 山前譲 編,ミステリー文学資料館 監修 日外アソシエーツ 2009